# Torben Frank
Torben Frank (* 16. červen 1968, Kodaň) je bývalý dánský fotbalista. Nastupoval především na postu útočníka.
S dánskou reprezentací vyhrál Mistrovství Evropy 1992, na šampionátu nastoupil ke dvěma utkáním. V národním týmu odehrál 5 zápasů.
Čtyřikrát se stal mistrem Dánska, třikrát s Brøndby IF (1987, 1988, 1990), jednou s Lyngby BK (1991/92). S Brøndby vyhrál roku 1989 dánský pohár. Krom dánské ligy působil dvě sezóny též v nejvyšší francouzské soutěži, v dresu Olympique Lyon.